# Venta Silurum

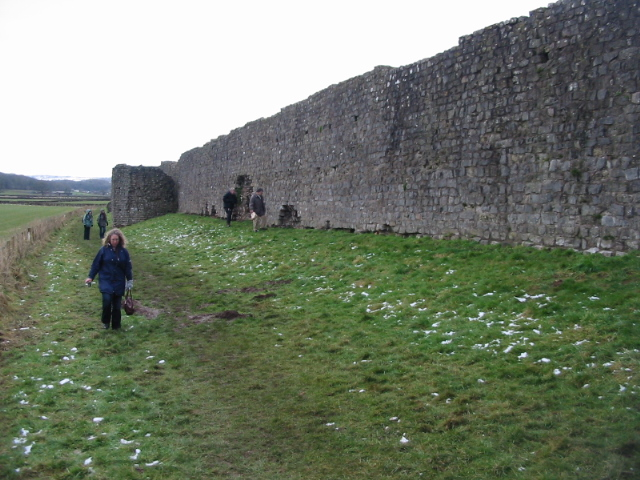
De zuidelijke Romeinse ommuring van Venta Silurum, het latere Caerwent.

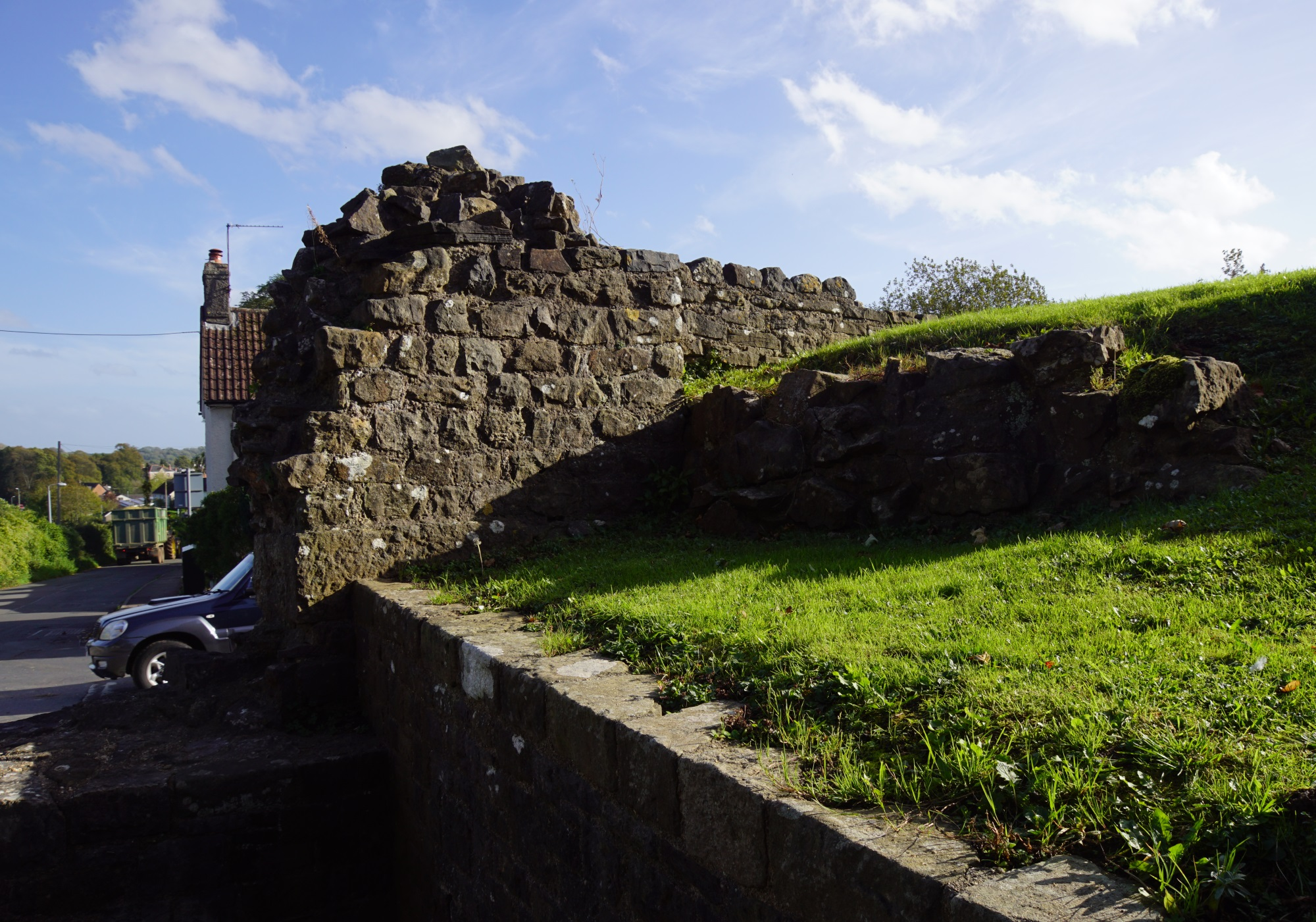
De resten van de zuidelijke toren bij de oostelijke poort. Het moderne straatniveau ligt 1,2 meter lager dan het Romeinse straatniveau.

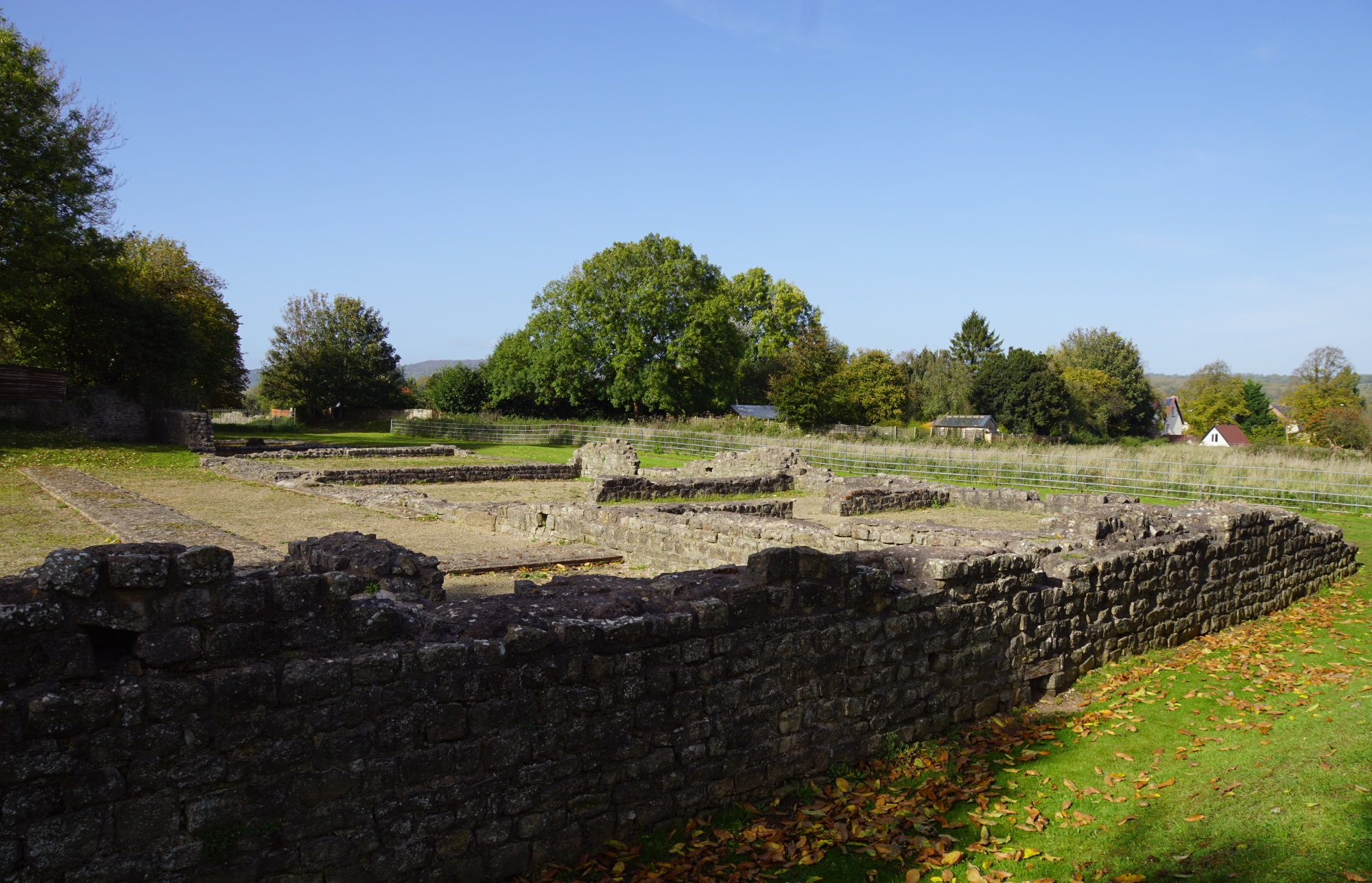
De forum-basilica met rechts het noordelijke deel van de basilica.

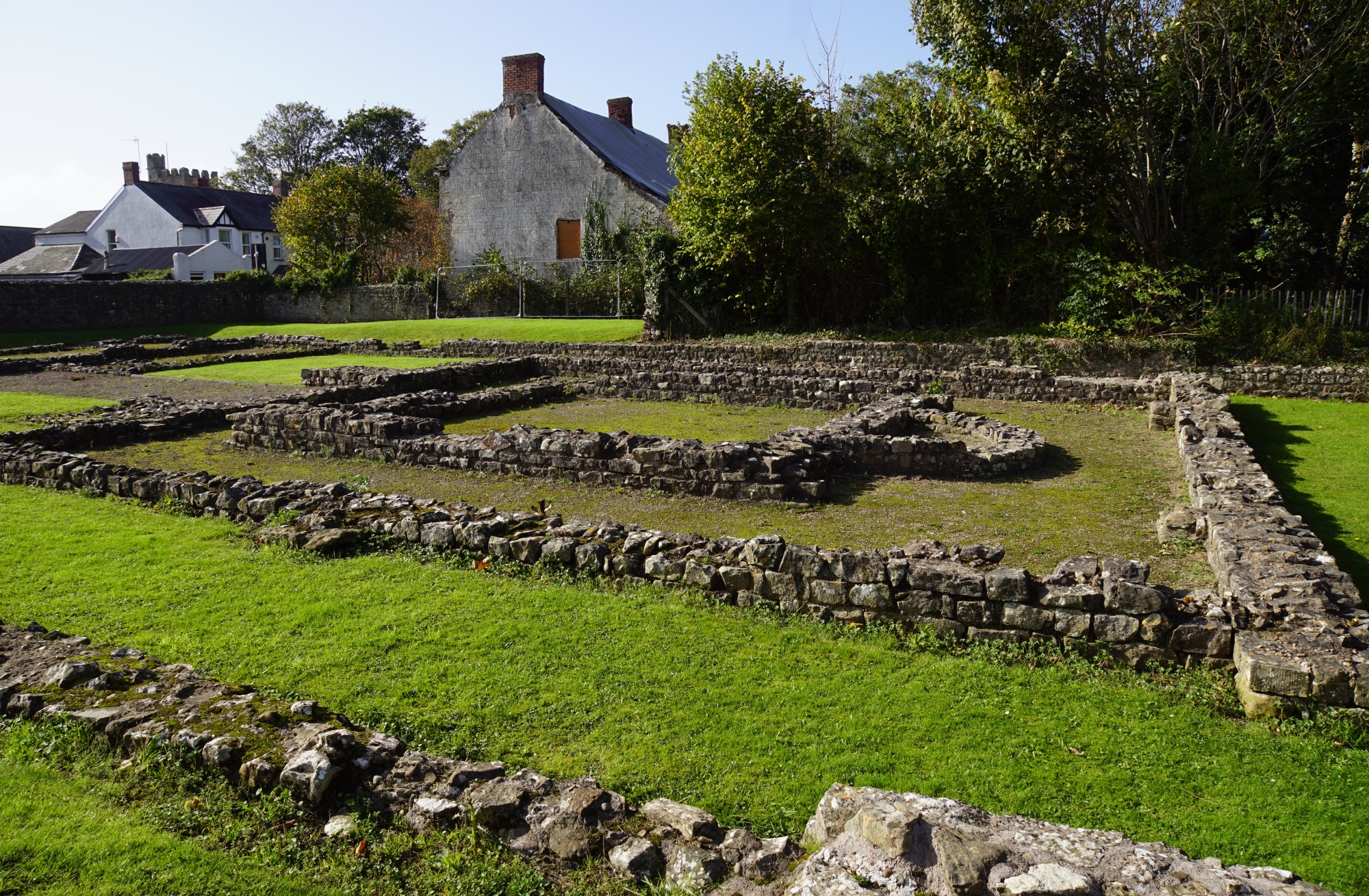
De Romeins-Keltische tempel met vooraan de cella met halfronde apsis waar het godenbeeld stond.

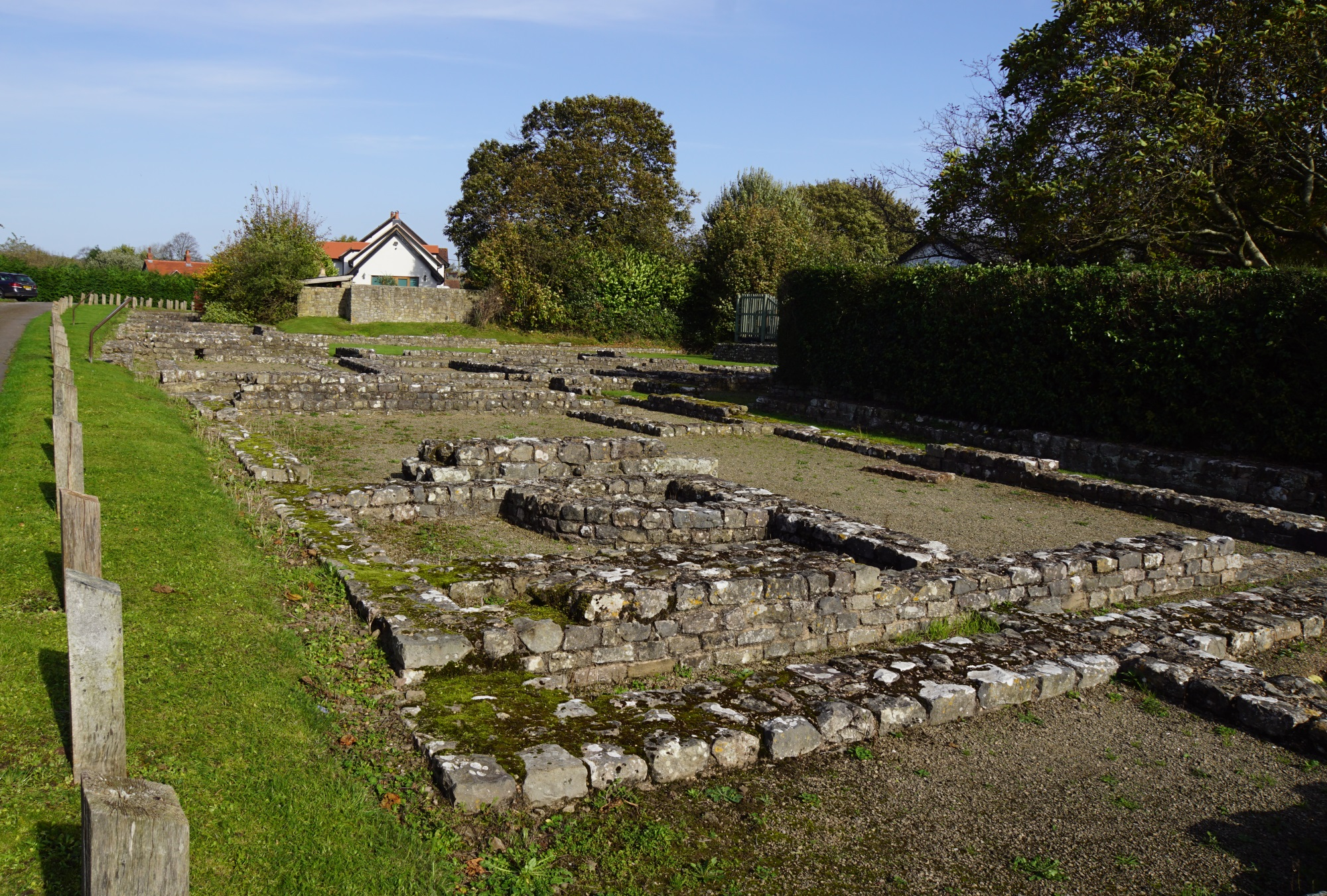
Winkels en huizen aan Pound Lane.

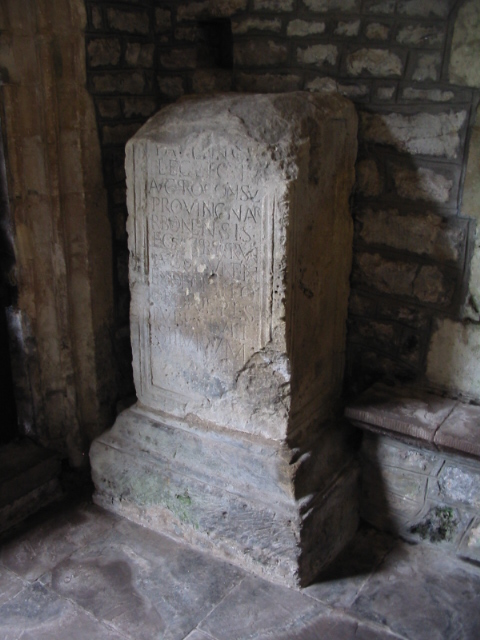
Steen opgericht ter ere van Paulinus door de raad van de stad.

Venta Silurum was een Romeinse stad, gelegen op de plaats van het huidige Caerwent in de Welshe regio Monmouthshire in Groot-Brittannië. De stad werd gesticht in de late 1e eeuw na Christus. Het was een van de grootste steden in het Romeinse Wales.

## Geschiedenis
Venta Silurum was het administratief centrum en de hoofdstad van de Siluren. Venta Silurum betekent letterlijk markt van de Siluren.
Het gebied van de Siluren besloeg onder andere de gebieden die later de counties Brecknock, Glamorgan en Monmouthshire zouden heten.
De stad lag op een lage hoogte in het midden van een brede vallei in een gebied van goede landbouwgrond, op 3,2 kilometer afstand van de rivier de Severn. De stad lag aan de Romeinse weg tussen Glevum (Gloucester) en Isca Augusta (Caerleon).
De Romeinen probeerden lange tijd het gebied van de Siluren te veroveren. In 52 wisten de Siluren de Romeinen een nederlaag te bezorgen. Een paar jaar later waren de Romeinen echter oppermachtig in het gebied rond Caerwent. In 74/75 gaven de Siluren zich officieel over en verloren daarmee al hun rechten. In de vroege 2e eeuw kregen de Siluren enige mate van zelfbestuur van de Romeinen. Uit deze tijd dateert de forum-basilica. 
Voor het grootste deel van de 2e eeuw was Venta Silurum niet meer dan een aantal verspreid staande gebouwen langs de hoofdweg van Gloucester naar Caerleon. Pas op het einde van de 2e eeuw kreeg Venta Silurum het stratenplan dat ook nog in Caerwent te herkennen is. Venta Silurum werd toen beschermd door een V-vormige greppel en een aarden bank met een palissade erop. Waarschijnlijk werd op het eind van de 3e eeuw de stenen muur gerealiseerd voor de aarden bank. Rond 350 werden stenen torens gebouwd bij de zuidelijke en noordelijke omwalling. In de latere 4e eeuw werd de stad minder belangrijk.
In 1855 vonden de eerste archeologische opgravingen plaats door Octavius Morgan (1803-1888). De eerstvolgende opgraving werd georganiseerd door de Clifton Antiquarian Club of Bristol, gesponsord door de lokale Lord Tredegar (1831-1913), in de periode 1899-1913. De opgravingen werden uitgevoerd door Alfred Hudd en Thomas Ashby. Toen zij stopten in 1913 hadden zij ongeveer driekwart van het dorp voorzien van sleuven.
In 1923 werd een deel van de publieke baden ontdekt; in 1946-1947 werden huizen, winkels en een villa bij Pound Lane ontdekt. Een van de grootste opgravingen met betrekking tot de verdedigingswerken van de stad werd uitgevoerd in 1925 aan de zuidzijde door V.E. Nash-Williams (1897-1955). In 1973 werd buiten de oostpoort een substantiële vroegmiddeleeuwse begraafplaats gevonden.
In 1981 initieerde het National Museum of Wales een nieuwe serie opgravingen samen met Cadw, die werd uitgevoerd in de periode 1984-1995. Het werk focuste op drie plekken: een villa in het noordwesten van de stad, de forum-basilica in het centrum en de nabijgelegen Romeins-Keltische tempel.
Tijdens de opgravingen werd een gedenksteen gevonden, die in de 21e eeuw in het portaal van de St Stephen and St Tathan in Caerwent staat. Deze steen is opgericht ter ere van Tiberius Claudius Paulinus en bevat een inscriptie van oorspronkelijk 12 regels, waarvan de bovenste regel verloren is gegaan. Paulinus was de commandant van het Legio II Augusta in Caerleon toen keizer Caracalla aan de macht was (211-217), waarna hij twee posities bekleedde in Gallische provincies, te weten Gallia Narbonensis en Gallia Lugdunensis. Omdat Paulinus de stad had geholpen, of omdat hij iets heeft geschonken aan de stad, werd hij geëerd met deze gedenksteen waarop zijn carrière werd vastgelegd. Dit was voordat Paulinus gouverneur werd van Britannia Inferior in 220. Deze steen is tevens het bewijs dat de Siluren werden bestuurd door een raad (ordo) die besluiten mocht nemen.

## Bouw
Venta Silurum heeft een min of meer vierkante plattegrond met afgeronde hoeken. Wellicht werd de stad gebouwd op de plek van een Romeins fort. De stad heeft een oppervlakte van 18 hectare binnen de stadsmuren. Er zijn gedetailleerde plattegronden beschikbaar voor ongeveer de helft van de stad, die voor de Eerste Wereldoorlog archeologisch werd onderzocht. Er werd in die tijd weinig tot geen onderzoek gedaan uit welke periode de verschillende gebouwen waren, waardoor de plattegrond alle gebouwen toont die ooit aanwezig waren en die dus niet per se gelijktijdig bestonden. In de 21e eeuw zijn vier groepen gebouwen te bezichtigen.
In het midden van de Romeinse stad lag de forum-basilica: een grote binnenplaats met rondom winkels en kantoren. Aan de noordzijde lag een grote basilica-hal. Aan de oostkant stond een tempel. Tegenover het forum lagen de publieke baden, waarvan enkel de voorste hal en een deel van het frigidarium zijn opgegraven.
Aan de hoofdstraat lagen voornamelijk winkels en werkplaatsen, die lang en smal van vorm waren, zodat er zoveel mogelijk winkels aan deze belangrijke weg konden liggen. Aan de straat Pound Lane zijn in de 21e eeuw een aantal voorbeelden te zien.
In de zijstraten van deze weg bevonden zich voornamelijk privéhuizen, waarvan sommige behoorlijk groot waren. Er zijn twee uitzonderingen hierop. Bij de zuidpoort bevond zich een ongebruikelijk groot gebouw, vermoedelijk een herberg (mansio). In het noordoostelijk kwartier van de stad bevindt zich een ellipsvormige structuur, waarvan men eerst dacht dat het een amfitheater was, maar het is waarschijnlijker dat er een markt lag voor levende dieren.

### Stadsmuren
De stadsmuren dateren uit de 4e eeuw en waren oorspronkelijk waarschijnlijk iets van 7,5 meter hoog; in de 21e eeuw zijn de muren op zijn hoogst nog vijf meter hoog. Caerwent heeft de best geconserveerde Romeinse stadsmuren van Groot-Brittannië. De stadsmuren zijn totaal iets langer dan 1,6 kilometer. De muren zijn aan de basis drie meter dik.
Er waren vier poorten, een in het midden van elke zijde. De poorten werden geflankeerd door twee vierkante torens.
Van de westelijke poort is enkel een deel van de zuidelijke muur van de zuidelijke toren overgebleven en de fundamenten van de wachtruimte. Vanaf de poort tot de zuidwestelijke hoek van de stad is de gemiddelde hoogte van de muur drie meter, maar er zijn plekken waar de muur vijf meter hoog is. Buiten de muur lagen twee greppels. De eerste greppel vanaf de muur lag op 1,5 meter afstand ervan. Deze greppel was 13,5 meter breed en maximaal 2,5 meter diep.  De tweede, buitenste greppel had de vorm van een ondiepe U en was 7,3 meter breed en 1,8 meter diep.
De zuidelijke muur haalt ook de hoogte van vijf meter. Deze muur werd gebouwd in veertien delen. Twee greppels van ongeveer 9 meter breed en 2 meter diep lagen voor de muur. In het midden van de 4e eeuw werd de muur versterkt door de aanleg van zes holle torens. Erin zaten twee houten vloeren om twee verdiepingen te creëren en de toren had een houten platform. De vierde toren geteld vanuit het westen is de best bewaarde toren en is vier meter hoog. 
De zuidelijke poort werd in de late Romeinse periode dichtgemaakt, net als de noordelijke poort. Hierbij werd de afvoer, die gebruikt werd door de Romeinse baden, verlegd naar een hoger niveau; een teken dat de baden toen nog in gebruik waren.
In de zuidoostelijke hoek van de stad bevindt zich in de 21e eeuw een grote motte, gebouwd door de Normandiërs aan het eind van de elfde eeuw. De motte werd op de muur gebouwd, waarna de motte werd geïsoleerd van de rest van de muren door een deel van de Romeinse muren weg te halen.
Van de oostelijke poort is enkel het binnenste deel van de zuidelijke toren overgebleven. De moderne weg is ten behoeve van het moderne verkeer 1,2 meter verlaagd ten opzichte van de oorspronkelijke Romeinse weg.
De noordelijke muur is het slechtst bewaard van de vier muren en haalt slechts een hoogte van maximaal 1,6 meter. De greppel voor de noordelijke muur ligt 23 meter ervoor en is gemiddeld negen meter breed. De noordelijke muur had vijf torens, waarvan de fundamenten nog te zien zijn. Enkel de noordwestelijke toren haalt een hoogte van 2,4 meter. De toren werd vermoedelijk gebouwd in 349-350. 
De doorgang van de noordelijke poort was drie meter breed. In de late Romeinse periode werd de poort dichtgemaakt.

### Forum-basilica
In het midden van de stad, direct ten noordwesten van de tempel ligt de forum-basilica, gebouwd in de vroege 2e eeuw en herbouwd in de late 3e eeuw, vermoedelijk vanwege houtrot. Het forum was een rechthoekig, geplaveid plein. Er lag een serie van smalle rechthoekige winkels of kantoren aan drie zijden om het plein. Enkel de winkel in de noordoostelijke hoek van het forum is te zien. De toegang tot het plein bevond zich aan de zuidzijde, aan de weg.
Aan de noordzijde van het forum lag oost-west georiënteerd de basilica. De totale lengte hiervan was 55 meter. Van de basilica is het oostelijke twee derde deel opgegraven. Het gebouw was verdeeld in een schip met compartimenten aan de noordzijde, gescheiden middels korinthische zuilen van lokale zandsteen van 9 meter hoog. Een rechthoekige uitbreiding aan de oostzijde diende als een rechtbank/tribunaal. In het midden van de noordzijde bevond zich een open vertrek waarin zich een aedes oftewel schrijn bevond. Aan beide zijden bevonden zich een reeks vertrekken, waarvan de grootste - direct ten westen van de schrijn - de curia oftewel raadskamer was. 
De forum-basilica bleef vermoedelijk tot 390 in gebruik.

### Tempel
De tempel in het midden van de stad werd in de 4e eeuw gebouwd. De tempel was ommuurd en had een ingang aan de zuidzijde. Van de tempel zijn alleen de fundamenten overgebleven. De tempel bestaat nog uit twee rechthoeken, de een gelegen binnen de ander. Aan de voorzijde markeren twee uitstekende muren de plek waar zich de trappen bevonden om het gebouw binnen te gaan. Een kleine apsis aan de achterkant van de binnenste kamer markeert de plek van een nis voor een standbeeld.
Waarschijnlijk was het een tempel van het normale Romeins-Keltische type met een cella met schrijn die omringd werd door een colonnade. Het is onbekend welke godheid in de tempel werd vereerd.
Buiten de westelijke ommuring van de stad bevond zich een tweede tempel; deze had een octogonale plattegrond.

### Winkels en huizen inPound Lane
De straat Pound Lane ligt aan de noordkant van de hoofdweg, halverwege tussen het forum en de westelijke poort. De fundamenten van de huizen en winkels aan deze straat werden opgegraven in 1946-1947.
Het totaal is een complex gebeuren van structuren die dateren uit verschillende periodes. Rond het jaar 100 waren er een tweetal smalle winkels met woonkwartieren erachter. De westelijke winkel had een werkplaats voor een smid. Later werd de oostelijke winkel afgebroken en werden er twee nieuwe vleugels aangebouwd voor het andere huis, waardoor een gebouw met een U-vormige plattegrond ontstond met een centrale binnenplaats, die via een colonnade verbonden was met de straat. Weer later werden de oorspronkelijke kamers opgedeeld. Aan het begin van de 5e eeuw was het huis nog bewoond.
Ten noorden hiervan ligt een tweede huis met een simpelere structuur met vleugels rondom een centrale binnenplaats.
Ten noordwesten van Pound Lane bevindt zich een huis met rechthoekige binnenplaatsen uit de vroege 4e eeuw, opgegraven in 1981-1984. In een gang werd onder andere een mozaïek met geometrische motieven gevonden, die na het archeologisch onderzoek zijn bedekt om het tegen het weer te beschermen. Er waren twee kamers met hypocaustum.

## Beheer
De resten van Venta Silurum zijn als Caerwent Roman Town (de Romeinse stad Caerwent) in beheer bij Cadw, net als de Caerleon Roman Fortress and Baths en het Caerleon Amphitheatre.